# Keita Makiuchi
Keita Makiuchi (født 24. juli 1990) er en japansk fodboldspiller.
Han har spillet for flere forskellige klubber i sin karriere, herunder Blaublitz Akita og SC Sagamihara.